# Sprookjes van Moeder de Gans
Sprookjes van Moeder de Gans is een verzameling volksverhalen en sprookjes van de Franse schrijver Charles Perrault (1628–1703) die in januari 1697 werd gepubliceerd onder de titel Histoires et récits des temps passés avec des moralités, vergezeld van een plaatje met het opschrift Histoires ou contes du temps passé, avec des moralités: Contes de ma mère Loye

## Historie

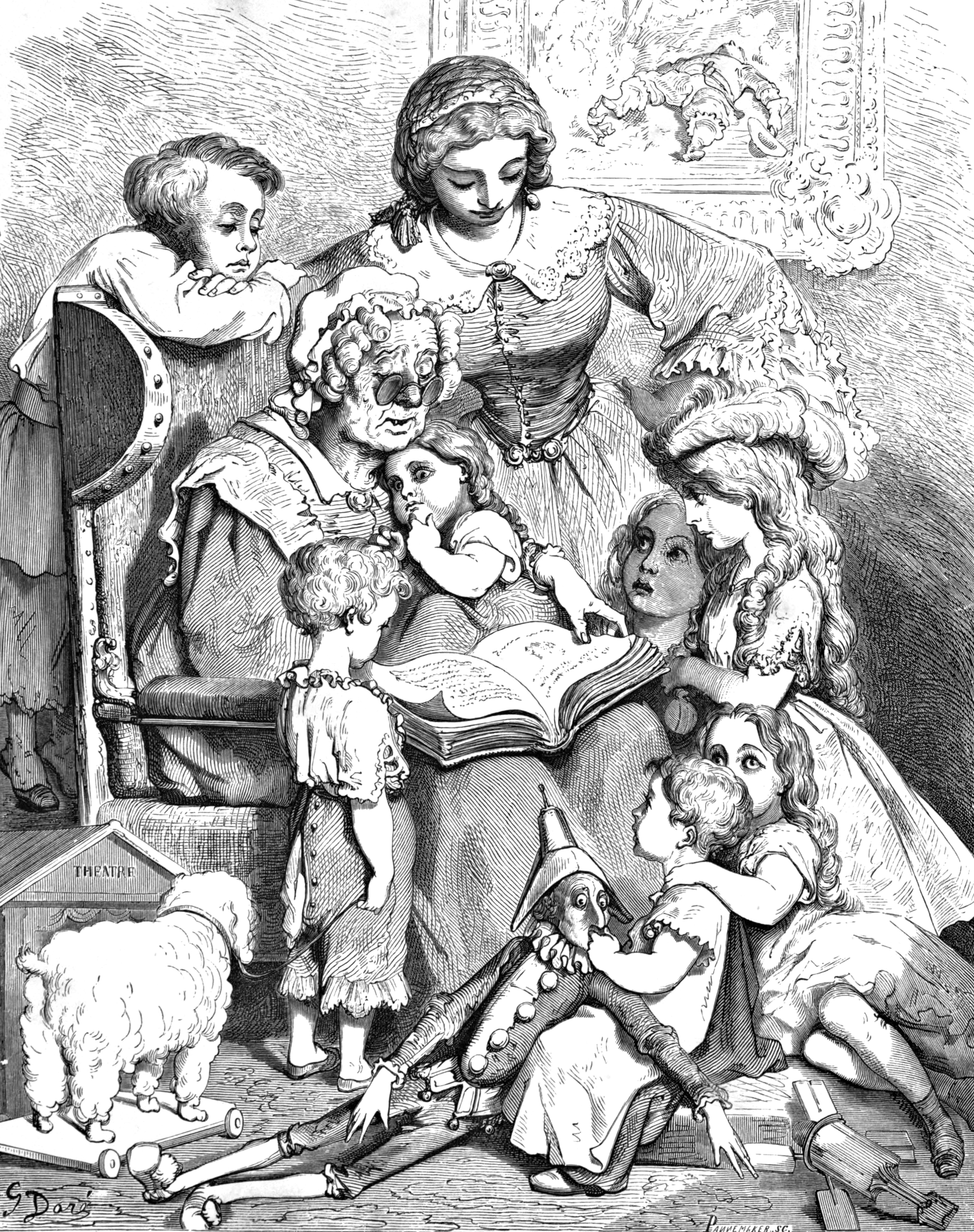
Sprookjes van Moeder de Gans, een illustratie door de 19de-eeuwse illustrator Gustave Doré

Perrault was een ambtenaar die pas op latere leeftijd was gaan schrijven. Hij speelde een belangrijke rol in de Strijd tussen de klassieken en de modernen waarin hij de voorstanders van de Modernen aanvoerde. De sprookjes grepen nu juist terug op traditioneel materiaal. Deze liet hij uitgeven onder de naam van zijn 16-jarige zoon Pierre Darmancour. Perrault droeg ze op aan Elisabeth Charlotte van Orléans.
Volgens Marie Adrien Perk zou met de titel 'Moeder de Gans' worden gedoeld op Bertha met de grote voeten, de moeder van Karel de Grote, die klompvoeten zou hebben gehad.
De verzameling volksverhalen en sprookjes werd internationaal een beroemd boek. Door het ongekende succes van de sprookjes ontstond als het ware een nieuw literair genre.

## Opgenomen sprookjes
Bekendste sprookjes uit deze verzameling zijn:
- Roodkapje
- Assepoester
- Blauwbaard
- De gelaarsde kat
- De schone slaapster in het bos
- Klein Duimpje

Nog meer sprookjes uit de verzameling verschenen (vaak in een iets afwijkende vorm) in andere sprookjesverzamelingen, zoals in Kinder- und Hausmärchen van de gebroeders Grimm.

## Ravel
Tussen 1908 en 1910 componeerde Maurice Ravel onder de titel Ma Mère l'Oye een reeks van vijf stukken voor piano-vierhandig die voor een groot deel gebaseerd zijn op de Sprookjes van Moeder de Gans.